# Yeprem II
Yeprem II (Yeprem II Adżapahjan, (orm.) Եփրեմ Բ. Աջապահեան) – duchowny Apostolskiego Kościoła Ormiańskiego, w latach 1822–1833 jeden z patriarchów tego Kościoła, Patriarcha-Katolikos Wielkiego Domu Cylicyjskiego.